# Ingetrokken tepels

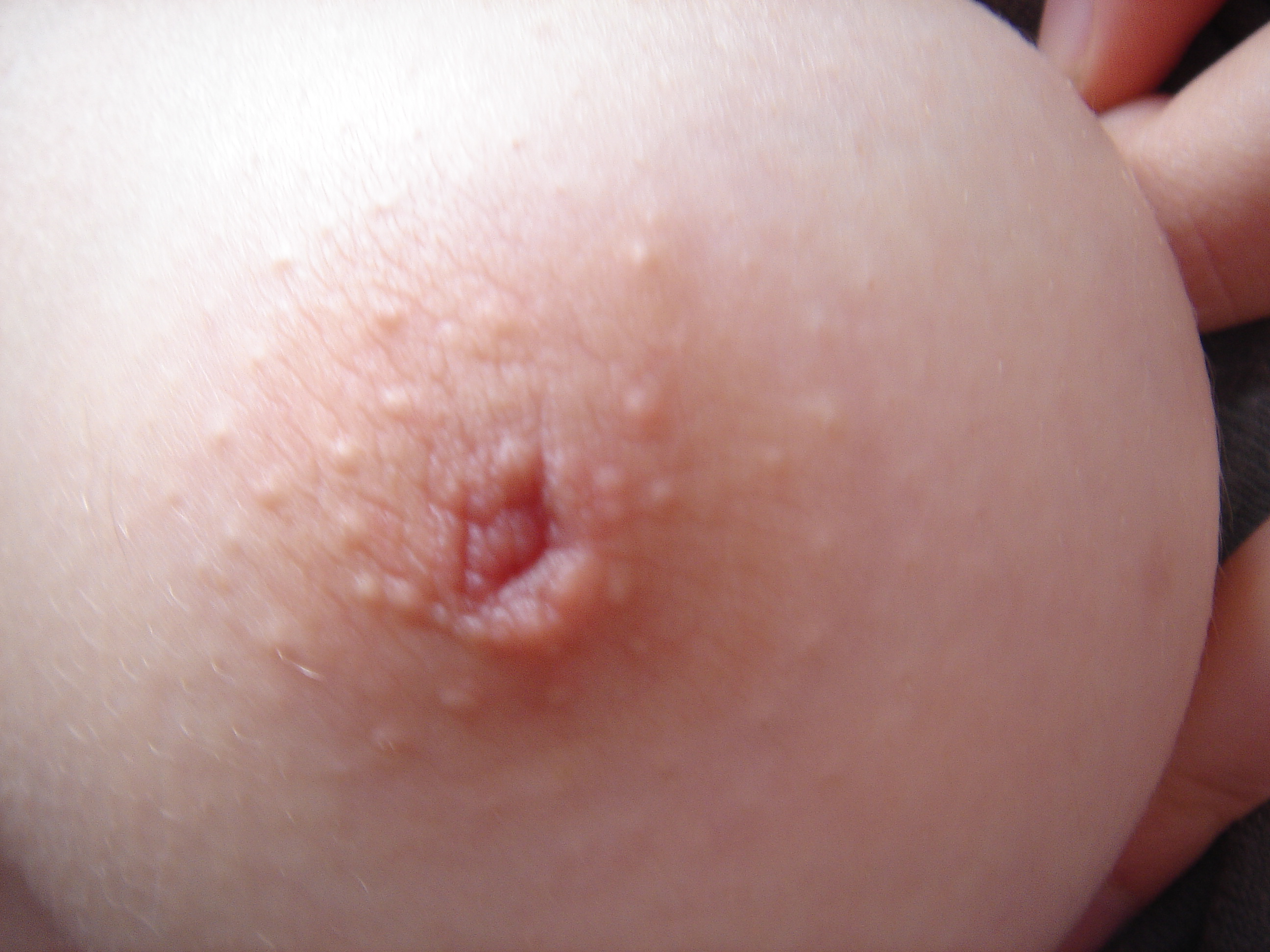
foto van een ingetrokken tepel

Ingetrokken tepels of tepelretractie is de omschrijving van een anatomische of medische conditie bij de vrouw. Deze conditie is indien aanwezig, vaak aangeboren of ontstaan vlak na een borstoperatie en doet zich voor wanneer de melkkanalen binnenin de borst korter zijn dan de dikte van de borst. Het gevolg hiervan is dat de tepel naar binnen wordt getrokken. Hoewel aangeboren tepelretractie meestal een goedaardige, louter cosmetische afwijking is, kan het bij vrouwen toch voor heel wat psychische problemen (lager zelfbeeld) zorgen. 
Ingetrokken tepels belemmeren borstvoeding van een kind. Om dit probleem te verhelpen kan de vrouw zogenaamde "borstschilden" of tepelhoedjes gebruiken. Een bekend voorbeeld hiervan is het Woolwich borstschaaltje. Dit apparaat bestaat uit twee delen: het onderste deel heeft een opening voor de tepel en het bovenste deel past over het onderste, zodat de tepel tegen irritatie wordt beschermd. Sinds kort is er ook een zuigsysteem te koop (de Niplette), dat met een vacuüm de tepel in een klein buisje zuigt en zo weefselexpansie veroorzaakt. De tepel wordt op deze manier, na het veelvuldig dragen van het apparaat, naar buiten getrokken.
Ook plastische chirurgie kan het probleem verhelpen, alhoewel er veel gevallen bekend zijn waarbij de tepels na een tijd terug inverteerden. Een dergelijke ingreep zal in het algemeen borstvoeding onmogelijk maken - de melkgangen worden verbroken. Als een tepel plotseling gaat intrekken, waar dit eerder niet zo was, kan dit een symptoom van borstkanker zijn.